# 랴오위안허
랴오위안허(중국어: 廖元赫, 병음: Liao Yuanhe, 한자음: 요원혁, 2000년 12월 20일 ~ )는 중화인민공화국의 바둑 기사이다. 쓰촨성 청두시 출신으로 중국기원 소속의 9단이다. 중국 건교배 신인왕전에서 우승했고 삼성화재배 월드 바둑마스터스에서 4강에 진출했다. 원래 이름은 랴오위안페이(廖源培)이다.

## 경력
청두시에서 태어나 8세부터 우한의 롼윈성 바둑도장에서 2년간 바둑을 공부했고 2010년부터는 베이징의 바둑 도장에 다녔다. 2011년 세계 청소년 바둑 대회 소년부에서 우승했다. 이후 2013년 랴오위안허(廖元赫)로 개명했고 프로에 입단했다. 2014년 2단으로 승단했고 2015년 제3기 합천군초청 한중 영재정상 바둑대결에서 이창호에게 승리하여 신인왕전 우승을 차지했고, 아함동산배 16강과 이민배 세계바둑신예최강전 8강에 각각 진출했다. 이후 3단으로 승단했다. 2016년 바이링배에 출전하여 32강에 들었고 5단으로 승단했다. 2017년에는 몽백합배 세계 바둑 오픈전 8강과 서남왕배 8강에 진출했고 6단으로 승단했다. 
국수산맥 국제바둑대회 세계프로 최강전과 기왕전에서 준우승을 했고 7단에 올랐다. 2019년 삼성화재배에서 4강, 국수산맥배에서 준우승을 했고 8단으로 승단했다. 중국바둑리그에서는 2015년 을조리그에 청두팀으로 출전했고 2016년부터 갑조리그에 출전하고 있다. 중국 바둑 기사 랭킹에서 2014년 26위, 2018년 21위를 기록했다. 2020년 글로비스배 4강에서 문민종 2단에게 패했지만 3/4위전에서 박상진 4단을 꺾고 3위로 마감했다.